# Адывар, Халиде Эдиб
Халиде́ Эди́п Адыва́р (осман. خالده اديب اديوار‎; 11 июня 1884[…], Константинополь — 9 января 1964[…], Стамбул) — турецкая политическая и общественная деятельница. Романистка и суфражистка. Прославилась своими трудами, в которых критиковала низкий социальный статус турецких женщин. Халиде утверждала, что из-за незаинтересованности большинства женщин своими правами их нарушали. За свою жизнь она успела отслужить в турецких вооружённых силах во время турецкой войны за независимость. Как последователь нового курса турецкой политики она участвовала в насильственной ассимиляции армянских сирот геноцида в 1916 в Ливане. Близкий друг и сподвижница Ататюрка. Находилась рядом с ним в самые тяжёлые годы. Халиде Адывар была в военном штабе Ататюрка и дала подробное описание взятия Измира (Смирны) в 1922 году.
Архив Халиде Эдиб хранится в Фонде женских библиотек и информационных центров Турции.

## Краткая биография
Халиде Эдип родилась в Стамбуле, Османской империи. В детстве изучила арабский язык и математику. В 1901 году закончила американский колледж для девочек, направленный на воспитание новой молодёжи. В те годы Османская империя переживала кризис и нуждалась в реформах социального характера. В 1897 году в возрасте 15 лет перевела произведение Джейкоба Абботта «Мать», за это была награждена османским султаном Абдул-Хамидом Орденом милосердия.
В 1909 был издан её первый роман «Seviye Talip». Через год она устроилась на работу лектором в Стамбульский университет. Именно в те годы она проявила наибольшую активность в турецком освободительном движении.
В 1916 году, будучи директором турецкой школы, опекала армянских сирот. После окончания Первой мировой войны она и её муж направились в Анатолию, чтобы участвовать в войне за Независимость; она служила сначала как капрал и затем как сержант в национальных вооружённых силах.
После окончания войны, она и её муж, направленный в Западную Европу, жили во Франции и Великобритании с 1926 до 1939. Она много путешествовала, преподавала и читала лекции в Соединённых Штатах и в британской Индии. После возвращения в Турцию в 1939 преподавала в Стамбульском университете. В 1950 она была избрана в турецкий парламент, в 1954 ушла из политики.

## Творчество
Основная тема её романов — это сильный, независимый женский характер.

### Романы
- 1909 — «Савие Талиб» (тур. Seviyye Talib)
- 1912 — «Хандан» (тур. Handan)
- 1912 — «Последнее произведение» (тур. Son eseri)
- 1912 — «Новый Туран» (тур. Yeni Turan)
- 1922 — «Огненная рубашка» (тур. Ateşten gömlek)
- 1926 — «Убейте блудницу!» (тур. Vurun kahbeye!)
- 1936 — «Синекли баккал» (тур. Sinekli bakkal)
- 1939 — «Татарочка» (тур. Tatarcık)
- 1954 — «Вращающееся зеркало» (тур. Döner ayna).

### Сборник рассказов
- 1922 — «Волк, поднявшийся на гору» (тур. Dağa çıkan kurt)

## Семья
От первого мужа Салиха Зеки у неё было двое детей. Позже они развелись. В 1917 году вышла замуж за Аднана Адывара.

## Экранизация
В 1923 году режиссёр Мухсин Эртугрул снял на основе одной из книг Халиде Адывар фильм «Огненная рубашка». Этот фильм примечателен для турецкого кинематографа тем, что стал первым турецким фильмом, в котором сыграли мусульманки (Во времена Османской империи мусульманкам запрещалось сниматься в кино по религиозным причинам, поэтому во всех фильмах, снятых в этот период, женские роли исполняли христианки или еврейки) — Бедия Муваххит и Неййире Нейир.